# Bulacan (Bulacan)
Bulacan (Tagalog Bulakan) ist eine Stadtgemeinde in der philippinischen Provinz Bulacan. 
Benannt ist der Ort, wie die Provinz, nach der Baumwolle, die einst hier in großen Mengen angebaut wurde. 1574 wurde der Ort von Augustinern gegründet. Bereits 1591 hatte er über 4800 Einwohner und wurde dadurch zur Hauptstadt der gleichnamigen Provinz. Erst kurz nach der amerikanischen Besatzung wurde Malolos City zur Hauptstadt ernannt. Die bedeutendste Bildungseinrichtung ist die Bulacan State University.
Bulacan ist der Geburtsort mehrerer bekannter philippinischer Persönlichkeiten, darunter:
- Marcelo H. del Pilar, Nationalist und Herausgeber der propagandistischen Zeitung La Solidaridad.
- Gregorio del Pilar, Neffe von Marcelo del Pilar und General während des philippinisch-amerikanischen Krieges
- Deodato Arellano philippinischer Revolutionär und erster Präsident des Katipunan
- Soc Rodrigo, ehemaliger philippinischer Senator

## Baranggays
Bulacan ist in folgende 14 Baranggays aufgeteilt:
| - Bagumbayan - Balubad - Bambang - Matungao - Maysantol - Perez - Pitpitan | - San Francisco - San Jose (Pob.) - San Nicolas - Santa Ana - Santa Ines - Taliptip - Tibig |